# Spacal
Spacal je priimek več znanih Slovencev:
- Alenka Spacal (*1975), umetnica in teoretičarka; pravljičarka
- Borut Spacal (*1947), zdravnik in alpinist
- Jože Spacal (1939—2020), slikar, grafik, scenograf, ilustrator
- Katarina Spacal (*1978), oblikovalka tekstilij, tapiserka - slikarka
- Lojze Spacal (1907—2000), slikar in grafik
- Savo Spacal (1943—1989), zdravnik psihiater
- Silvio Spacal (1879—1959), tiskar